# Khánh Bình Đông
Khánh Bình Đông là một xã thuộc huyện Trần Văn Thời, tỉnh Cà Mau, Việt Nam.

## Địa lý
Xã Khánh Bình Đông nằm ở phía bắc huyện Trần Văn Thời, có vị trí địa lý:
- Phía đông giáp xã Khánh Bình
- Phía tây giáp thị trấn Trần Văn Thời và xã Trần Hợi
- Phía nam giáp xã Lợi An
- Phía bắc giáp xã Trần Hợi và huyện Thới Bình.

Xã Khánh Bình Đông có diện tích 67,61 km², dân số năm 2022 là 24.628 người, mật độ dân số đạt 364 người/km².

## Hành chính
Xã Khánh Bình Đông được chia thành 16 ấp: 2, 2B, 4, 5, 6, 7, 8, 9, 12A, 12B, Lung Bạ, Minh Hà A, Minh Hà B, Rạch Nhum, Tham Trơi, Tham Trơi B.

## Lịch sử
Ngày 25 tháng 7 năm 1979, Hội đồng Chính phủ ban hành Quyết định số 275-CP về việc thành lập xã Khánh Bình Đông và xã Khánh Tây trên cơ sở một phần của xã Khánh Bình.
Ngày 14 tháng 2 năm 1987 của Hội đồng Bộ trưởng ban hành Quyết định số 33B-HĐBT về việc sáp nhập một phần của xã Khánh Trung mới giải thể vào xã Khánh Đông.
Xã Khánh Đông có 3.815 hécta đất và 9.370 nhân khẩu.
Ngày 2 tháng 2 năm 1991, Ban Tổ chức Chính phủ ban hành Quyết định số 51/QĐ-TCCP về việc thành lập xã Khánh Bình Đông trên cơ sở xã Khánh Đông và xã Khánh Tây.
Ngày 6 tháng 11 năm 1996, Quốc hội ban hành Nghị quyết về việc chia tỉnh Minh Hải thành hai tỉnh là tỉnh Bạc Liêu và tỉnh Cà Mau. Khi đó, xã Khánh Bình Đông thuộc huyện Trần Văn Thời, tỉnh Cà Mau.

## Kinh tế
Cũng như các khu vực khác ở Cà Mau, xã này có địa hình chủ yếu là kênh rạch chằng chịt, nước lợ. Giao thông thủy thịnh hành. Ngành nghề chủ yếu là đánh bắt thủy hải sản và nuôi trồng thủy sản nước lợ như: cua, tôm sú, tôm càng xanh.